# Jean Murat (professeur)
 (mai 2011).
Si vous disposez d'ouvrages ou d'articles de référence ou si vous connaissez des sites web de qualité traitant du thème abordé ici, merci de compléter l'article en donnant les références utiles à sa vérifiabilité et en les liant à la section « Notes et références ».
Pour les articles homonymes, voir Jean Murat et Murat.
Jean Eugène Murat, né à Lyon le 4 décembre 1934 est un professeur de médecine (chirurgie), général (CR) de l'armée française et commandeur de la Légion d'honneur,. Il est l'auteur ou le coauteur de nombreux ouvrages.

## Le professeur de médecine
C’est à Lyon que Jean E. Murat entreprend ses études de médecine, et devient interne des Hôpitaux de Lyon dès 1958. Il se spécialise dans la médecine en situation d’urgence (SAMU), dont il est l’un des pionniers internationalement reconnus.
Il poursuit, à partir de 1961, ses études de médecine, qui le conduisent à devenir docteur en médecine et Lauréat de la Faculté de Lyon en 1964. Il devient alors chef de clinique chirurgicale en se rendant régulièrement aux États-Unis à l'Université de Columbus (Ohio) puis de celle de Washington (Seattle) dès 1963. Sur les conseils du professeur Robert Debré, il est nommé, à son retour des États-Unis, professeur à l'Université François Rabelais de Tours.
Il est chef de Service hospitalier, enseignant, expert près la Cour de cassation et de diverses autorités administratives. Il est à l’origine, en 1977, de la création du Certificat de pathologie d’urgence et de médecine de catastrophe puis, dix ans plus tard, de la Capacité de médecine d'urgence. Dès 1998, il est conseiller médical à la prévention routière, après avoir conseillé, durant plusieurs années, le Préfet de la région Centre sur l’organisation des urgences.
Il est, entre autres, docteur honoris causa des universités d'Athènes, Barcelone, Moscou, Palerme, Rome et Sofia et Président de l'American College of Surgeons jusqu'en 2000 pour la France.

## Le général
Appelé sous les drapeaux en novembre 1958, il rejoint, au mois d’avril suivant, l’Algérie où il sert jusqu’en avril 1961. Durant cette période, alors qu’il est affecté à l’antenne chirurgicale de Bou Saada, il est amené à participer, à différentes opérations qui lui valent l’attribution de la Croix de la valeur militaire avec étoile d’argent et la médaille des Services militaires volontaires. C’est également à titre militaire qu’il est fait chevalier dans l’Ordre national de la Légion d'honneur en 1986.
I reste impliqué sur les questions de Défense et est conseiller de Défense du préfet d'Indre-et-Loire de 1987 à 1991 puis, à partir de 1997 conseiller « réserves » auprès du directeur central du Service de santé des armées. À ce titre, il est médecin-chef, et l’un des très rares généraux de réserve de l’Armée française. Il est auditeur puis Président (1992-2000) de l'Institut des hautes études de la défense nationale (IHEDN) Région Centre.
Il est promu au grade de commandeur dans l’Ordre national de la Légion d’honneur, le 1er janvier 2011 et sa décoration lui est remise par Michel Bongrand.
Franc-maçon, il a été vénérable de la loge Villard de Honnecourt de 1993 à 1995, puis de 2001 à 2002. Il est auteur d'un Que sais-je ? sur la Grande Loge nationale française en 2006. Il quitte cette obédience après 30 ans d'appartenance en décembre 2012. Membre d'honneur de la Grande Loge unie d'Angleterre, il conserve cette appartenance

## Distinctions
- Commandeur de la Légion d'honneur
- Croix de la Valeur militaire
- Médaille des services militaires volontaires, argent